# Am2501
Primera gamma de circuits integrats dissenyats i fabricats per AMD amb els models DC i DM, variants d'un comptador (sumador/restador) digital BCD. Actualment encara es distribueixen derivats d'aquesta família, mantenint-ne la compatibilitat.

## Fitxa tècnica del circuit integrat
Any de producció = 1970
Circuits per envoltori = 1
f(oper) Max. (Hz) = 27M
Vsup Nom.(V) tensió d'alimentació = 5.0
Package = DIP
Pins = 24
Militar = No
Tecnología = TTL

Posteriorment, AMD va produir la gamma 9360i 93L60 i AM25LS25 que operaven a diferents freqüències i voltatges, i amb diferents encapsulaments i presentacions.

Alguns articles publicats a internet donen informació contradictòria sobre aquest component, i en alguns casos es tracta com a processador tot i que no pertany a aquest tipus de xips. Cal dir que, al tractar-se d'un model tan antic, és realment complicat trobar-ne informació precisa.